# Димњача
Fumaria officinalis, у народу позната и као „Димњача”, зељаста је биљка из фамилије Papaveraceae. Она је најчешћи вид рода Fumaria у западној и централној Европи.

## Опис
Димњача је зељаста биљка која расте благо усправно и погрбљено, са стабљика дугим око 10 до 50 cm. Њени розе цветови од 7 до 9 mm се појављују у периоду од априла до октобра на северној хемисфери. Плод биљке је орашица. Он садржи алкалоиде, калијумове соли и танине. Такође је главни извор фумарске киселине.

## Етимологија
Назив „димњача” биљка је добила због прозрачне боје њених цветова, која ствара привид дима.
Ова биљка је добила и назив Fumus Terrae (дим из земље) у раном 13. веку, а пре две хиљаде година су Диоскор у De Materia Medica (Περὶ ὕλης ἰατρικῆς) и Плиније Старији у Naturalis Historia записали да трљање очију листовима или цвастима биљке изазива сузење очију, као што то чини оштар дим. Грчки назив је kapnos (-καπνος-).

## Употреба
Традиционално се ова биљка сматрала добром за очи, као и за уклањање флека на кожи. У савременом добу, травари је користе за лечење кожних болести и конјунктивитиса, као и за чишћење бубрега. Међутим, Хауард (1987) упозорава да је Димњача отровна и да је треба користити „само под надзором медицинског травара”.